# 李鴻 (1903年)
李鴻（1903年—1988年8月15日），原名李鳳藻，字健飛，男，湖南湘阴人，中華民國陸軍中將，曾任中華民國陸軍38師師長，新七軍軍長。在第二次世界大戰中，曾獲得盟軍統帥小羅斯福的頒發的銀星勳章，有「東方蒙哥馬利」的美稱。因為身為孫立人的下屬，在李鴻匪諜案中，遭軍情單位誣陷為「匪諜」，遭監禁十幾年。蔣中正過世後，雖被中華民國政府釋放，之後鬱鬱以終。

## 生平
李鴻生於湖南，曾上過家中附近的蔣氏私塾。15歲時，因家貧，中斷求學，在家中幫忙種田。

### 考入警校、參加陸軍、隨軍北伐
1925年7月，至廣州投靠表叔楊覺庵。他當時擔任國民革命軍第十九師秘書長，經他推薦，考入中央警官學校。1926年4月考取黃埔軍校第五期工兵科，1927年7月畢業，至南京陸軍教導師學兵營擔任班長。9月，隨部隊參與北伐，與直系孫傳芳部隊在龍潭車站激戰。
1928年11月，孫立人至教導師學兵營擔任排長，與當時擔任班長的李鴻結識。1930年，孫立人擔任財政部稅警總團第四團團長，將李鴻調到他的屬下，擔任機槍連連長。1933年，第四團被調派至江西，參與剿共作戰，因為李鴻厭惡內戰，其部隊並沒有傑出表現。

### 抗日─淞滬會戰
1937年8月13日，參與淞滬會戰，在劉家宅陣地爭奪戰，與日軍久留米第十八師團發生激戰，阻止其前進。會戰後，孫立人升任第二支隊少將司令，李鴻調升為第一營少校營長。在蘇州河沿岸與日軍戰鬥時，孫立人帶領敢死隊進攻日軍時，遭日軍炮彈碎片擊片。李鴻命令號長蘇醒和機槍連連長胡讓梨背孫立人脫離火線，自己以機槍斷後，掩護部隊撤退。此後，孫立人與李鴻成為生死之交。
1938年，孫立人於湖南長沙財政部編組鹽務總局緝私總隊，由他擔任總隊長，李鴻任第二大隊中校副大隊長。1940年，恢後稅警總團編制，孫立人升任中將總團長，李鴻調升上校教育長兼學兵團團長。
1941年12月，太平洋戰爭爆發。稅警總團改編為新編第三十八師，隸屬第六十六軍，孫立人擔任中將師長。1942年3月，沿滇緬公路進入緬甸，最後抵達印度印度中部藍姆伽鎮。同年10月，第三十八師改編為中國駐印軍，由盟軍史迪威將軍指揮，在印度接受美軍訓練。
1943年，第三十八師進攻緬甸。李鴻率114團，擊敗由田中新一領導的日軍第十八師團，攻下野人山。與日軍第十八師團，對峙於胡康河谷。同年10月13日，第112團進攻胡康河谷邊的于邦，李克己營遭到日軍包圍，困在于邦中。12月，李鴻率114團馳援，擊敗日軍，將李克己營救出。1944年1月12日，李鴻進攻日軍孟陽河陣地，2月9日，日軍敗退。第三十八師控制了胡康河谷。史迪威命令第三十八師向孟拱河谷前進。
1944年6月29日，李鴻攻下孟拱城。8月，盟軍攻下密支那，孟拱河谷完全由盟軍控制。中國駐印軍在此休整改編，孫立人升任新編第一軍軍長，李鴻升任第三十八師師長。10月，李鴻率第三十八師進攻八莫。11月30日，中國駐印軍總指揮兼印緬戰區美軍總司令索爾登將軍，代表美國總統，頒發銀星勳章給李鴻，以表彰他在胡康河戰役中的貢獻。12月15日，第三十八師攻克八莫，英國政府決定將八莫至莫馬克這段公路命名為孫立人路，而八莫市區中心馬路改名為李鴻路。
此後新一軍繼續向中國前進，1945年1月27日，攻佔芒友，打通滇緬公路，使得盟軍的補給可以由印度進入中國。李鴻繼續率領第三十八師與日軍戰鬥，直到日軍宣布投降。
1945年8月，在第二次世界大戰結束，李鴻率第38師接收廣州。1946年2月，李鴻奉命率第38師，由九龍登船，至葫蘆島，參與國共內戰。5月，孫立人指揮新一軍到達吉林，兼任東北第四綏靖區司令官，李鴻兼任吉林城防司令。1947年4月，蔣介石免去孫立人的頭銜，李鴻接替孫立人兼任長春警備司令。

### 第二次國共內戰─長春圍困戰投降
1948年，東北剿總副總司令官鄭洞國，指揮部隊鎮守長春，開始长春围困战。李鴻兼長春警備司令，率領新七軍。10月，李鴻得到傷寒，將指揮權交給副軍長史說。10月17日，曾澤生率六十軍，加入中共。19日，鄭洞國的第一兵團與新七軍投降中共，李鴻也隨之投降。
1949年1月，根據政府與中共的約定，國軍被俘高級將領可以遣送回原籍，李鴻要求回家。6月，東北解放軍释放李鴻，開具回鄉證明並發放路费。李鸿携妻子、女儿（在哈尔滨“解放军官”团出生）途径北平，这时李鸿的家乡湖南正处于战事中，李鸿把妻子、女儿托付给她在北京的亲戚家暂住，李鸿孤身回到湖南，并拒绝当地国民党的党政军高层好友劝其参加「湖南投共」，返回湘乡的故宅居住。

### 偷渡香港、遷往台灣
1950年1月，全国战事平息，李鸿赴北京去接其妻子、女儿。2月，携带妻女偷渡香港。
1950年5月，因孫立人的請求，从香港來到台灣。6月，蔣介石下令將李鴻和夫人馬真一逮捕下獄。此後，孫立人來台灣的新一军（新七军、新38师）舊部接連遭到逮捕。在獄中遭到私刑審問，希望他們誣指孫立人有謀叛意圖，李鴻在獄中，堅持自己與孫立人的清白。孫立人謁見蔣介石，替李鴻等人求情，但蔣介石不為所動。
1955年5月，孫立人兵變案爆發，孫立人舊部郭廷亮自白為匪諜，之前遭逮捕的孫立人舊部也被軍情單位正式指控為匪諜。1958年李鴻、陳鳴人、彭克立、曾長雲4人被移押至桃園龍潭「臥龍山莊」囚禁。1968年7月，國防部正式寄送起訴書給李鴻，以匪諜罪起訴。1971年7月14日，宣判李鴻等人無期徒刑。

### 恢復自由、遷居屏東
1975年，蔣介石過世，7月14日，李鴻被釋放。但此後鬱鬱不得志，居住於屏東。1987年中風送醫，1988年病逝於台灣。

## 家庭
李鴻妻子為馬真一，兩人生有長女李哈生、兒子李定安。
李鸿儿子的岳父阳云钢，空军官校22期毕业生，湖南醴陵人，算是李鸿的小同乡。1981年3月21日—1982年12月1日就任空军官校第廿五任中将校长。

## 外部連結
- 孫立人事件前奏---李鴻“匪諜”案始末[永久]